# Fialka (usedlost)
Fialka (Fiscalka) je zaniklá usedlost v Praze na Smíchově, která stála na severní straně ulice Pod Fialkou severně od Pernikářky poblíž Horní Palaty.

## Historie
Vinice se v těchto místech původně jmenovala Bílá Hůrka a Žežulářka. Usedlost na ní je doložena roku 1774 jako Fiscalka. Koncem 19. století ji vlastnili Jan a Anna Vojtěchovští. Bývala samotou a tvořily ji tři obdélná stavení. Barokní obytná budova měla mansardovou střechu a při ní stály dvě hospodářské budovy.
Ve 20. letech 20. století byla v majetku advokáta Ferdinanda Tondery a paní Heleny Baselli, kteří pozemky rozparcelovali a usedlost dali zbořit.